# Wishmastour 2000
Wishmastour 2000 este un EP al formației Nightwish.

## Lista pieselor
1. "Wishmaster"
2. "Sleepwalker (heavy version)"
3. "Passion and the Opera (edit)"
4. "Nightquest"
5. "A Return to the Sea"
6. "Once Upon a Troubadour"